# Magneto (truyện tranh)
Magneto là một nhân vật hư cấu của Marvel Comics. Ông xuất hiện lần đầu trong X-men #1 (1963), do 2 họa sĩ Stan Lee và Jack Kirby tạo hình. Magneto là kẻ thù chính của nhóm X-Men kể từ khi bộ comic này bắt đầu, dù có lúc cũng trở thành đồng minh của họ. Ông ta đã lãnh đạo nhiều lực lượng chống lại họ, bao gồm Brotherhood of Mutants và Acolytes. Ông là cha của siêu anh hùng Polaris.

## Sức ảnh hưởng trong văn hóa đại chúng
Trong series phim X-Men, Magneto được tái hiện một cách thành công dưới sự diễn xuất của các diễn viên Ian McKellen và Michael Fassbender. Magneto là nhân vật có sức ảnh hưởng lớn, xếp thứ 17 trong danh sách "100 siêu tội phạm vĩ đại nhất mọi thời đại" ("Top 100 Greatest Villains Ever") của tạp chí Wizard năm 2006, còn trong danh sách "200 nhân vật truyện tranh vĩ đại nhất mọi thời đại" ("200 Greatest Comic Book Characters of All Time") của tạp chí này năm 2008 thì Magneto đứng ở vị trí số 9. Còn IGN xếp Magneto vị trí thứ một trong danh sách "Top 100 siêu tội phạm mọi thời đại trong thế giới truyện tranh" năm 2009 ("Top 100 Comic Book Villains of All Time"). Magneto đứng ở vị trí số 9 trong "Top 50 nhân vật truyện tranh của mọi thời đại" ("Top 50 Comic Book Characters") của tạp chí Empire. Trong danh sách "25 siêu tội phạm vĩ đại nhất mọi thời đại" của tạp chí Complex ("The 25 Greatest Comic Book Villains of All Time") năm 2013, Magneto đứng ở ví trí số 2.